# Satchelliella distincta
Satchelliella distincta är en tvåvingeart som beskrevs av Krek 1982. Satchelliella distincta ingår i släktet Satchelliella och familjen fjärilsmyggor. Inga underarter finns listade i Catalogue of Life.